# Anssi Koivuranta
Anssi Einar Koivuranta (* 3. Juli 1988 in Oulu) ist ein ehemaliger finnischer Nordischer Kombinierer und Skispringer. Er gewann den Weltcup der Nordischen Kombination 2008/09 und startete ab der Saison 2010/11 als Spezialspringer.

## Werdegang
Anssi Koivuranta begann bereits im Alter von sechs Jahren mit dem Skispringen, jedoch interessierte ihn bald auch Skilanglauf, so dass er sich mit acht Jahren für die Nordische Kombination entschied. Bis zuletzt war jedoch das Springen seine große Stärke, die ihm gute Startbedingungen für den Laufwettkampf verschaffte. Oftmals war er Gewinner des Sprungwettbewerbes und konnte dann seine gute Position nicht halten.
Koivuranta startet für den Verein Kuusamon Erä-Veikot. Sein Weltcupdebüt feierte der damals Fünfzehnjährige bei einem Sprintwettbewerb am 5. März 2004 in Lahti, nachdem er eine Bronzemedaille bei den Juniorenweltmeisterschaften in Stryn gewonnen hatte. Im Dezember 2004 konnte er sich beim Sprint-Rennen in Trondheim erstmals in den Top 10 platzieren. Im Januar 2005 folgte mit dem dritten Rang in Sapporo sein erster Podestplatz. Am 30. Dezember desselben Jahres sprang er den noch heute (Stand: 15. Januar 2023) geltenden Rekord auf der Großschanze in Oberhof.
Bei den Olympischen Winterspielen 2006 in Turin erreichte Koivuranta im Teamwettkampf den dritten Platz. Seine bisher größten Erfolge feierte er bei den Nordischen Skiweltmeisterschaften 2007 in Sapporo, wo er die Goldmedaille mit der finnischen Staffel und die Bronzemedaille im Einzel gewann.
Beim Sommer-Grand-Prix 2008 der Nordischen Kombination, der in Hinterzarten, Oberstdorf und Einsiedeln stattfand, erreichte Koivuranta im Gesamtergebnis den zweiten Rang. Am 30. November 2008 gewann er in Kuusamo sein erstes Weltcuprennen. Er feierte in der Saison 2008/09 sechs weitere Siege und gewann den Gesamtweltcup vor Magnus Moan. Bei den finnischen Meisterschaften der Spezialspringer von der Großschanze im Februar 2009 gewann er überraschend den Titel.
Im März 2009 nahm er am Training der Spezialspringer im slowenischen Planica teil, wo er auf der Skiflugschanze eine Weite von 214,5 Metern erreichte.
Im Sommer 2010 erkrankte er und konnte keinen Langlauf trainieren. Deshalb startete er in der Saison 2010/2011 als Spezialspringer. Nachdem Koivuranta am 18. Dezember 2010 das Continental-Cup-Springen im türkischen Erzurum gewonnen hatte, konnte er beim Springen in Oberstdorf am 29. Dezember 2010 im Rahmen der Vierschanzentournee 2010/11 mit Platz 26 seine ersten Weltcuppunkte bei den Spezialspringern erreichen. Bei den finnischen Sommermeisterschaften am 25. September 2011 in Jyväskylä konnte er den Titel von der Normalschanze und mit der Mannschaft von Kuusamon Erä-Veikot die Silbermedaille im Teamwettbewerb erringen. Am 31. März und 1. April 2012 konnte er auf Schnee sowohl von der Großschanze als auch von der Normalschanze den Titel erringen.
Im November 2012 musste sich Koivuranta wenige Wochen vor dem Auftakt der Weltcup-Saison 2012/2013 einer Operation unterziehen, da er mehrere Wochen lang mit Knieproblemen zu kämpfen hatte. Bei den finnischen Meisterschaften Mitte Januar 2013 kehrte er dann wieder in das Wettkampfgeschehen zurück.
Ende Oktober 2013 erlitt Koivuranta bereits zum zweiten Mal eine Mykoplasmeninfektion und musste eine dreiwöchige Zwangspause einlegen.
Am 4. Januar 2014 konnte Koivuranta beim dritten Springen der Vierschanzentournee von der Bergiselschanze in Innsbruck erstmals ein Spezialspringen im Rahmen des Skisprung-Weltcups gewinnen. Er profitierte dabei als Führender nach dem ersten Durchgang davon, dass das Springen wegen zu stark wechselnder Winde nach 21 von 30 Springern des zweiten Durchgangs abgebrochen werden musste, sodass nur der erste Durchgang gewertet wurde. Somit ist er der erste Athlet in der Geschichte, der sowohl einen Weltcup-Wettbewerb in der Nordischen Kombination, als auch einen Weltcupbewerb bei den Spezialspringern gewinnen konnte.
Nach dem Winter 2014/15 beendete Koivuranta seine aktive Karriere.

## Privates
Nach seinem Karriereende arbeitet Koivuranta als Pilot, unter anderem für Ryanair, und lebte infolgedessen zwischenzeitlich auf Mallorca. Er war bis zu ihrer Scheidung am 4. Januar 2023 mit der finnischen Skirennläuferin Sanni Leinonen verheiratet und hat mit ihr zwei Söhne.

## Erfolge

### Weltcupsiege in der Nordischen Kombination
| Nr. | Datum             | Ort         | Disziplin |
| --- | ----------------- | ----------- | --------- |
| 1.  | 30. November 2008 | Kuusamo     | Gundersen |
| 2.  | 7. Dezember 2008  | Trondheim   | Gundersen |
| 3.  | 28. Dezember 2008 | Oberhof     | Gundersen |
| 4.  | 4. Januar 2009    | Schonach    | Gundersen |
| 5.  | 1. Februar 2009   | Chaux-Neuve | Gundersen |
| 6.  | 14. Februar 2009  | Klingenthal | Gundersen |
| 7.  | 14. März 2009     | Vikersund   | Gundersen |

### Weltcupsiege im Team in der Nordischen Kombination
| Nr. | Datum           | Ort            | Typ       |
| --- | --------------- | -------------- | --------- |
| 1.  | 14. Januar 2007 | Lago di Tesero | Gundersen |

### Weltcup-Platzierungen in der Nordischen Kombination
| Saison  | Platz | Punkte |
| ------- | ----- | ------ |
| 2003/04 | 51.   | 0029   |
| 2004/05 | 21.   | 0197   |
| 2005/06 | 10.   | 0597   |
| 2006/07 | 07.   | 0484   |
| 2007/08 | 11.   | 0443   |
| 2008/09 | 01.   | 1461   |
| 2009/10 | 11.   | 0433   |

### Weltcupsiege im Skispringen
| Nr. | Datum          | Ort       | Typ         |
| --- | -------------- | --------- | ----------- |
| 1.  | 4. Januar 2014 | Innsbruck | Großschanze |

### Weltcup-Platzierungen im Skispringen
| Saison  | Platz | Punkte |
| ------- | ----- | ------ |
| 2010/11 | 40.   | 090    |
| 2011/12 | 18.   | 283    |
| 2013/14 | 19.   | 350    |
| 2014/15 | 64.   | 018    |

### Grand-Prix-Platzierungen im Skispringen
| Saison | Platz | Punkte |
| ------ | ----- | ------ |
| 2011   | 58.   | 22     |
| 2012   | 76.   | 05     |
| 2013   | 56.   | 34     |
| 2014   | 67.   | 11     |